# Gare de Trith-Saint-Léger
Gare de Trith-Saint-Léger vasútállomás Franciaországban, Trith-Saint-Léger településen.

## Vasútvonalak
Az állomást az alábbi vasútvonalak érintik:
- Lourches-Valenciennes-vasútvonal

## Kapcsolódó állomások
A vasútállomáshoz az alábbi állomások vannak a legközelebb:
- Gare de Valenciennes
- Gare de Prouvy - Thiant